# Santa Engrácia
Santa Engrácia era una freguesia portuguesa del municipio de Lisboa, distrito de Lisboa.

## Historia
Los orígenes de la creación de esta freguesia se remontan a la infanta María, hija de D. Manuel I, que mandó construir una iglesia en el lugar donde más tarde se erigiría la Igreja de Santa Engrácia, actualmente convertida en Panteón Nacional.
Fue suprimida el 8 de noviembre de 2012, en aplicación de una resolución de la Asamblea de la República portuguesa al unirse con las freguesias de Graça y São Vicente de Fora, formando la nueva freguesia de São Vicente.

## Patrimonio
- Iglesia de Nuestra Señora de Porciúncula (Lisboa)
- Palacio Palha
- Estação Elevatória dos Barbadinhos